# SV Stahl Unterwellenborn
Der SV Stahl Unterwellenborn ist ein deutscher Sportverein aus Unterwellenborn im Landkreis Saalfeld-Rudolstadt. In dem thüringischen Mehrspartenverein werden neben dem Fußball auch die Sportarten Volleyball, Dart, Kegeln, Völkerball, Schwimmen, Turnen, Bogensport, Rehabilitationssport und Tischtennis ausgeübt.

## Verein (Fußball)
Stahl Unterwellenborn wurde im Jahr 1948 nach einer Eingliederung der SG Zollhaus und der SG Könitz als ZBSG „Karl Liebknecht“ Maxhütte gegründet. Der Verein agierte seit seiner Gründung als Betriebssportgemeinschaft der Maxhütte in Unterwellenborn.
1951 erfolgte eine Umbenennung in BSG Stahl Maxhütte. Sportlich schafften die Thüringer 1957 erstmals den Aufstieg in die Bezirksliga Gera, in welcher 1970 die Meisterschaft gewonnen wurde. In den Aufstiegsspielen zur DDR-Liga scheiterte Stahl Maxhütte vorerst. Zwei Spielzeiten später gelang Maxhütte mit knappen Vorsprung vor den zweiten Mannschaften von Wismut Gera und FC Carl Zeiss Jena der Aufstieg in die zweithöchste Spielklasse der DDR. Konnte in der ersten Zweitligasaison die Liga gehalten werden, mussten die Thüringer 1974 gemeinsam mit Motor Eisenach und Chemie Schwarza wieder in die Bezirksliga absteigen. In den Jahren 1958 und 1973 spielte die Mannschaft im FDGB-Pokal.
In der Folgezeit spielte Maxhütte ausschließlich auf regionaler Ebene des Bezirkes Gera und pendelte mehrfach zwischen Bezirksliga und Bezirksklasse. Nach der Wende wurde der Verein im Jahr 1990 in SV Stahl Unterwellenborn umbenannt. Die Nachfolger des ehemaligen Trägerbetriebes Maxhütte, ARBED sowie Stahlwerk Thüringen, hielten dem Verein auch weiterhin die Treue. Eine Rückkehr in den höherklassigen Fußball gelang Stahl Unterwellenborn jedoch nicht mehr. 2006 stieg der SV Stahl Unterwellenborn in die siebtklassigen Landesklasse Thüringen auf. Von dort ging es 2015 in die Kreisoberliga Mittelthüringen. 2017 gewann man den mittelthüringischen Kreispokal. Aktuell in der Saison 2022/23 tritt die erste Mannschaft in der Kreisliga an. Ebenso spielt eine zweite Mannschaft und eine Aufstellung der Alten Herrn – Ü35. Im Jahr 2023 holten die Alten Herren den Thüringer Landesmeistertitel Ü32.
Aktuell gibt es mehrere Jugend- und Bambini-Mannschaften.

## Statistik
- Teilnahme DDR-Liga: 1972/73, 1973/74
- Ewige Tabelle der DDR-Liga: Rang 140
- FDGB-Pokal 1958
- FDGB-Pokal 1973
- Thüringer Landesmeister Ü-32: 2023

## Personen
- Olaf Holetschek
- Jens-Uwe Penzel
- Helmut Nordhaus
- Peter Siebke
- Hartmut Molata
- Dieter Schmidt
- Erich Martin